# Tom Clark
Pour les articles homonymes, voir Clark.
Thomas Campbell Clark, né le 23 septembre 1899 à Dallas (Texas) et mort le 13 juin 1977 à New York, est un juriste et un homme politique américain. Membre du Parti démocrate, il est procureur général des États-Unis entre 1944 et 1949 dans l'administration du président Harry S. Truman puis juge de la Cour suprême des États-Unis entre 1949 et 1967.